# Horst Faas
Horst Faas (ur. 28 kwietnia 1933 w Berlinie, zm. 10 maja 2012 w Monachium) – amerykański fotograf niemieckiego pochodzenia.

## Życiorys
Zasłynął m.in. zdjęciami z wojny wietnamskiej. Dwukrotny zdobywca Nagrody Pulitzera w 1965 i 1972, dwukrotny laureat Złotego Medalu im. Roberta Capy w 1964 i 1997 oraz Nagrody im. Ericha Salomona w 2005.